# Distrito de Iparía

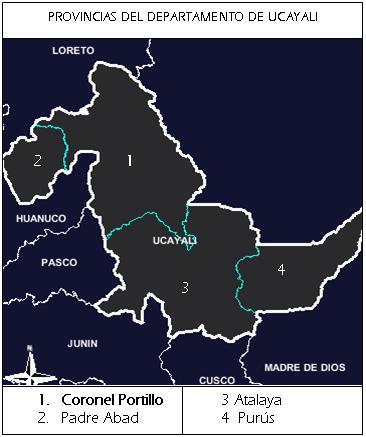
División política de Ucayali.

El distrito de Iparía es uno de los siete que conforman la provincia de Coronel Portillo, ubicada en el departamento de Ucayali. Limita por el Norte con el distrito de Masisea, por el Este y por el Sur con la provincia de Atalaya, por el Oeste con el departamento de Pasco y con el departamento de Huánuco.

## Historia
Fue creado por Ley N.º 9815 del 2 de julio de 1943, cuya capital es el pueblo de Iparía, el cual fue ratificado por Ley N° 23416 del 1 de junio de 1982.

## Geografía
Cuenta con 13 000 habitantes, la mayoría de la etnia shipibo conibo y un porcentaje menor de mestizos. La población se dedica principalmente a la agricultura aunque también a la pesca artesanal, comercio y demás actividades económicas.
El río que es del mismo nombre desemboca en el río Ucayali. A orillas del río Iparia se encuentra la capital del Distrito, con una población mayoritariamente mestiza, el resto de las comunidades son indígenas.

## Geografía humana
En este distrito de la Amazonia peruana habita las etnias Pano grupo Shipibo-Conibo autodenominado  Joni' y también la Tupi-Guaraní grupo Cocama-Amahuaca.

## Población
Según censo 2007 el distrito tiene una población de 10.774 habitantes.

## Autoridades

### Municipales
- 2023 - 2026[4]
  - Alcalde: Pedro Saldaña Balarezo, del Cacao.
  - Regidores:

  1. Elio Rojas Mori (Ucayali Región con Futuro)
  2. Marcos Canayo Vásquez (Ucayali Región con Futuro)
  3. Hada Alida Zazaki Vargas (Ucayali Región Con Futuro)
  4. Teófilo Fernández Ruiz (Fuerza Popular)
  5. Silvia Ampuero Lomas (Fuerza Popular)